# Tinpan Orange
Tinpan Orange est un groupe de rock indépendant australien, originaire de Melbourne.

## Biographie
Tinpan Orange est formé en 2005 avec les frères et sœurs Emily et Jesse Lubitz, et Alex Burkoy au violon. Le groupe publie son premier album, avec Peter Jones à la batterie. L'album, intitulé Aroona Palace, est réédité en 2009.
Harry James Angus et Ollie McGill du groupe The Cat Empire participent à leur premier album Aroona Palace. Renee Geyer participe à leur second album Death, Love and Buildings. Harry Angus accompagne souvent le groupe lors de leurs concerts, jouant de la trompette ou du clavier. Il a aussi produit leur troisième album, The Bottom of the Lake.
Ils reviennent pour un quatrième album en 2012, Over the Sun. Avant l'enregistrement de l'album, le batteur Daniel Farrugia (Missy Higgins, Angus et Julia Stone) se joignent au groupe. L'album est produit par Steven Schram (Clairy Browne and the Bangin Rackettes, San Cisco) et publié chez Vitamin Records. Il comprend le morceau Round the Twist. Tinpan Orange remporte un Triple J Unearthed et est nommé pour le The Age Music Victoria Genre Award pour Over the Sun en 2013.
En 2016, leur dernier album, Love is a Dog est accueilli par le magazine Rolling Stone, qui liste le morceau-titre sur son site web. Entretemps, l'album est bien accueilli par la presse australienne, notamment au Sydney Morning Herald.

## Membres
- Emily Lubitz – chant, guitare
- Jesse Lubitz – guitare, chant
- Alex Burkoy - violon, mandoline et guitare

## Discographie
- 2005 : Aroona Palace
- 2007 : Death, Love and Buildings
- 2009 : The Bottom of the Lake
- 2012 : Over the Sun